# Barragem Tijuquinha
É um açude localizado em Baturité, estado do Ceará. 

## Localização
Localizada no pé da serra de Baturité, ao Norte da sede municipal. É acessível via a estrada que parte da CE-356, na subida para Guaramiranga e pela estrada que leva ao Mosteiro dos Jesuítas.
Este barra as águas dos riachos Sinimbú e Santa Clara, afluentes do rios Putiú e Aracoiaba. Longitude UTM: 511735,24 m E ; Latitude UTM: 9522817,24 m S.

## História
Reservatório construída em 1917,  com a finalidade de abastecimento de água à cidade de Baturité, com uma parede com 13 metros e com a capacidade de 200 mil metros cúbicos de água. 

## CAGECE
Até a década de 60 a barragem era de responsabilidade da Prefeitura Municipal de Baturité, depois esta foi passada para a CAENE (atual Companhia de Água e Esgoto do Ceará -CAGECE).

## Nível Zero
Nos anos de 1998 e 1999 este chegou ao seu nível zero.

## Assoreamento
Devido à mal manutenção, este açude sobre muito com o assoreamento, resultando que sua parde agora tem apenas 10 metros e a sua capacidade de armazenamento seja apenas de 117 mil metros cúbicos de água

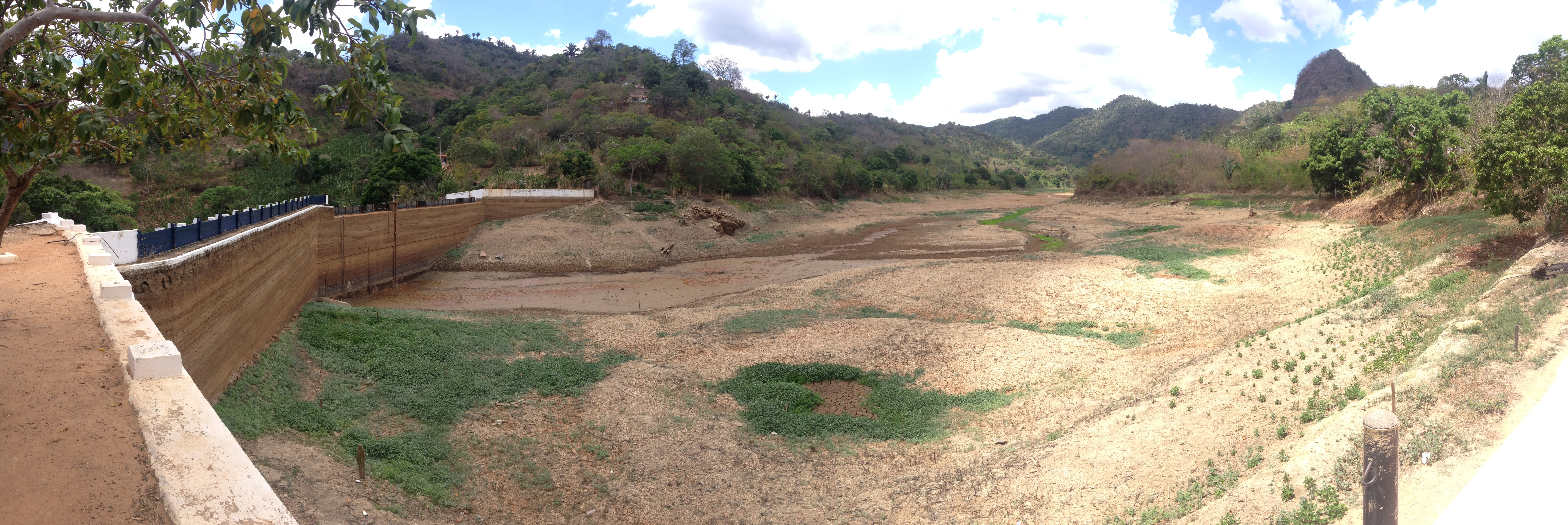
Barragem Tijuquinha em dezembro de 2013 com seu leito seco. Este fenômeno não tinha sido observado desde o fim da década de 1990. Com o agravamento do período seco nos últimos anos, a barragem tornou a ter seu nível zerado.